# Chetrosu, Drochia
Chetrosu este un sat din raionul Drochia, Republica Moldova.
La vest de sat, lângă autostrada Drochia-Soroca, este amplasat aflorimentul Chetrosu, arie protejată din categoria monumentelor naturii de tip geologic sau paleontologic.

## Istorie
Localitatea a foste menționată documentar pentru prima dată în 1597, fiind ortografiată Petrișcani:
„Eremia Movilă voievod, din mila lui Dumnezeu, domn al Țării Moldovei. Iată au venit înainte noastră și înainte a tuturor boierilor noștri moldoveni, dumneaei cucoana a răposatului Albotă vel vornic, de nimeni silită, nici asuprită, și au împărțit drepte ocineli, și cumpărăturile și agonisințele soțului său, Albotă vel vornic, jumătate de sat Corlăteni, di pi Jijia, și jumătate de sat Vlădeni, iarăși pe Jijia, și cu loc de mori pe Jijia, care este în ținutul Dorohoiului, și jumătate de sat Dumnești, în ținutul Sucevei, și satul Petrișcanii, pe Căinări, în ținutul Sorocii, și iarăși săliște Albotenii, pe Căinări, și săliște Dvornicenii, pe Cobalta, cu loc de mori pe Cobalta, fiilor săi, slugilor noastre, Gheorghii Albotă biv spătar, și surorilor Odochia, și Sofronia și Marinei, și fraților Petre și Ioan.

...

S-au scris în Suceava, la anul 7105 <1597> fevruarie 18.”

## Demografie

### Structura etnică
Structura etnică a satului conform recensământului populației din 2004:
| Grup etnic         | Populație | % Procentaj |
| ------------------ | --------- | ----------- |
| Moldoveni / Români | 5.284     | 99,23%      |
| Ucraineni          | 16        | 0,3%        |
| Ruși               | 16        | 0,3%        |
| Țigani             | 5         | 0,09%       |
| Găgăuzi            | 1         | 0,02%       |
| Alții              | 3         | 0,06%       |
| Total              | 5.325     | 100%        |

## Administrație și politică
Componența Consiliului local Chetrosu (13 consilieri), ales la 5 noiembrie 2023, este următoarea:
|  | Partid                                       | Consilieri | Componență | Componență | Componență | Componență | Componență | Componență |
|  | -------------------------------------------- | ---------- | ---------- | ---------- | ---------- | ---------- | ---------- | ---------- |
|  | Partidul Acțiune și Solidaritate             | 6          |            |            |            |            |            |            |
|  | Partidul Socialiștilor din Republica Moldova | 4          |            |            |            |            |            |            |
|  | Partidul Social Democrat European            | 2          |            |            |            |            |            |            |
|  | Candidat independent DUMITRU JOSANU          | 1          |            |            |            |            |            |            |

## Personalități
- Vasile Vîșcu (1940–2010), politician moldovean, fost vicepremier al RSS Moldovenești și fost deținut politic în URSS